# Ali Hakimi
Ali Hakimi, né le 24 avril 1976 à Tunis, est un athlète tunisien naturalisé suisse en 2007, spécialiste des courses de demi-fond.

## Biographie

### Carrière
Il se révèle en 1994 en remportant la médaille d'argent du 1 500 m durant les championnats d'Afrique juniors à Alger. Il participe aux Jeux olympiques de 1996, à Atlanta, et se classe huitième de la finale du 1 500 m avec un temps de 3 min 38 s 19. Finaliste des championnats du monde en salle 1997, des championnats du monde 1997 et des championnats du monde en salle 1999, il remporte deux médailles d'or, sur 800 m et 1 500 m lors des Jeux panarabes de 1999.
Il remporte trois titres de champion de Tunisie, sur 800 m en 1995, et sur 1 500 m en 1995 et 2001. Il est l'actuel détenteur des records de Tunisie en plein air du 1 000 m (2 min 16 s 71, 1999), du 1 500 m (3 min 31 s 70, 1997), du mile (3 min 50 s 57, 1997) et du 2 000 m (4 min 54 s 54, 1996).

### Palmarès
| Date | Compétition                    | Lieu     | Résultat | Épreuve |
| ---- | ------------------------------ | -------- | -------- | ------- |
| 1994 | Championnats d'Afrique juniors | Alger    | 2e       | 1 500 m |
| 1996 | Jeux olympiques                | Atlanta  | 8e       | 1 500 m |
| 1997 | Championnats du monde en salle | Paris    | 6e       | 1 500 m |
| 1997 | Championnats du monde          | Athènes  | 5e       | 1 500 m |
| 1999 | Championnats du monde en salle | Maebashi | 6e       | 1 500 m |
| 1999 | Jeux panarabes                 | Amman    | 1er      | 800 m   |
| 1999 | Jeux panarabes                 | Amman    | 1er      | 1 500 m |

### Records
| Épreuve | Performance   | Lieu      | Date            |
| ------- | ------------- | --------- | --------------- |
| 800 m   | 1 min 47 s 07 | Ottawa    | 20 juillet 2001 |
| 1 500 m | 3 min 31 s 70 | Bruxelles | 22 août 1997    |

### Vie privée
Il est marié à une Suissesse et obtient la nationalité suisse en 2007, ; il est autorisé à concourir pour son nouveau pays à compter de mai 2008.